# Taste the Blood of Dracula
Taste the Blood of Dracula (Brasil: O Sangue de Drácula) é um filme britânico de 1970, do gênero terror, dirigido por Peter Sasdy para a Hammer Films.

## Sinopse
No exato momento da morte de Dracula (filme anterior), um homem passa pelo local e recolhe seu sangue, capa e anel com a intenção de ressuscitá-lo em um ritual satânico. Três distintos cavalheiros estão procurando por algo excitante em suas tediosas vidas. Eles entram em contato com um dos servos de Drácula e realizam uma cerimônia noturna para trazê-lo de volta à vida. Eles aceitam do Lord Courtley a  missão de comprar para este o manto, o anel, e um frasco com sangue pertencente ao falecido Conde Drácula. Em troca, terão teus desejos mais secretos realizados. Numa cerimônia secreta, os cidadãos se recusam a beber uma poção feita com o sangue de Drácula, mas o Lord bebe e é espancado até a morte, como vingança, ele decide que os cavalheiros serão mortos, um a um, por seus próprios filhos.

## Elenco
- Christopher Lee - Conde Drácula
- Geoffrey Keen - William Hargood
- Gwen Watford - Martha Hargood
- Linda Hayden - Alice Hargood
- Peter Sallis - Samuel Paxton
- Anthony Higgins - Paul Paxton (como Anthony Corlan)
- Isla Blair - Lucy Paxton
- John Carson - Jonathan Secker
- Martin Jarvis - Jeremy Secker
- Ralph Bates - Lord Courtley
- Roy Kinnear - Weller
- Michael Ripper - inspetor Cobb
- Russell Hunter - Felix
- Shirley Jaffe - Betty
- Keith Marsh - padre
- Reginald Barratt - vigário
- Madeline Smith - Dolly